# Conjunto Histórico de Fuente del Maestre

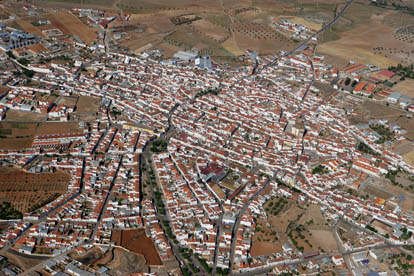
Vista aérea de Fuente del Maestre

La villa de  Fuente del Maestre (Huenti el Maestri en extremeño) es un municipio de la provincia de Badajoz, situada en la falda de la sierra de San Jorge, en el centro-sur de Extremadura, entre dos comarcas de características muy diferentes: la parte nordeste  en Tierra de Barros   con sus suaves ondulaciones y en  cuyo extremo sur se sitúa, y las tierras cercanas a las sierras de Zafra y Feria, donde empiezan las estribaciones de Sierra Morena. Más de la mitad de  las 17 000 ha de su término municipal  puede incluirse en la Tierra de Barros ateniéndose a la similitud de sus características  edafológicas. Pertenece a la comarca de Zafra - Río Bodión.  En cuanto a sus comunicaciones se refiere,  se encuentra a 45 km de Mérida, 68 km de Badajoz, 17 km de Almendralejo y 14 km de Zafra, a 8 km de la Autovía de la Plata (A-66), por la salida 666, y a 5 km de la Nacional N-432, Badajoz-Granada.
Su casco histórico  tiene dos plazas principales unidas entre sí por la «calle Pizarra». En la Plaza del Corro se levantan el «Palacio del Gran Maestre», de arte mudéjar, el mercado construido sobre el antiguo Colegio  Jesuita, la «fuente del Corro», restaurada con buen gusto y criterio y los que fueron en el pasado edificios principales. En la segunda  están los dos edificios más representativas de esta zona antigua y de toda la Villa: la iglesia parroquial «Nuestra Señora de la Esperanza» y el Ayuntamiento. La plaza tiene amplias proporciones con trazado bastante regular y  empredrada de forma tradicional. También es representativa la Casa Consistorial, obra del siglo XVIII con una galería porticada a nivel de plaza.
En el Anexo II del Boletín Oficial del Estado (BOE) del 28 de diciembre de 1998, que tiene un apartado único con el título: «Delimitación del entorno afectado», traza  con un exhaustivo detalle de plazas, calles, números, etc que define el entorno del área que se considera Bien de Interés Cultural y que debido a lo prolijo del detalle se remite al lector interesado a la siguiente referencia.

## Su prehistoria
Los datos más antiguos de asentamientos se remontan al  paleolítico inferior y medio, con una antigüedad que puede ser  entre los 200 000 y 100 000 años de antigüedad. Es frecuente encontrar en varios lugares del municipio algunos elementos tallados en piedra procedentes de aquellas épocas. Durante el periodo calcolítico o Edad del Cobre, que también se llama así y está situado entre el año 2 700 y el 2 000 antes de Cristo, la zona de Fuente del Maestre estuvo bastante poblada, por la gran cantidad de lugares donde se encontraron materiales arqueológicos de esta época de la prehistoria.

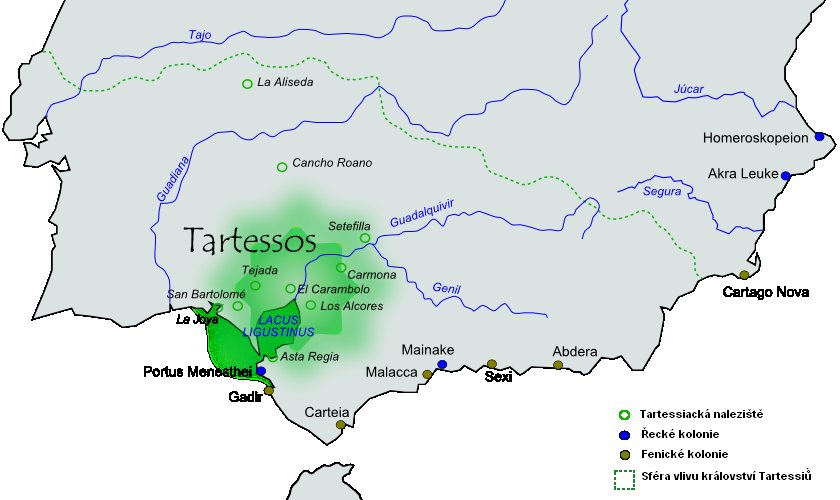
Tartessos

En la actualidad, se empieza a estar seguro con un grado de fiabilidad alto que, a la luz de las aportaciones obtenidas en las nuevas investigaciones, durante la Edad del Bronce y toda la Protohistoria, época comprendida entre el final de la Prehistoria y el principio de la Historia antigua, la zona debió continuar muy poblada e incluso se tienen datos evidentes de que la  civilización tartésica dejó también aquí su impronta, sobre todo en el Período orientalizante, es decir, durante las épocas del  Bronce Final y la Edad del Hierro.

## Su historia
Fuente del Maestre era Villa desde la época medieval y pasó a ser Ciudad  el 6 de junio de 1899, día en que le concedió este título   la  Reina María Cristina, esposa de  Alfonso XII y madre de  Alfonso XIII durante la regencia de esta gracias a las gestiones que llevó a cabo el Marqués de Vadillo en la Corte de la Reina Regente.

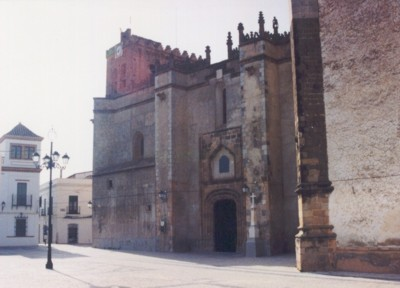
Parroquia La Fuente

A principios de siglo I, la romanización es un hecho plenamente conocido y documentado. Varios grupos de población de tipo rural se distribuyen por lo que ahora es el término municipal de Fuente del Maestre y muchos perduraron hasta el siglo VII, como puede apreciarse a través de la cantidad de restos arqueológicos recogidos en plena superficie.
En la época romana la población tuvo ya entidad propia con la posibilidad de que esta zona fuera la «Castra Vinaria» que mencionó Plinio el Viejo hace dos mil años. La implantación del Cristianismo en esta zona fue en una fase muy temprana, como se puede comprobar en la gran cantidad de restos  arqueológicos en varias pequeñas Iglesias de épocas  tardorromano e  hispano-visigoda  durante los  siglos VI y VII  procedentes de diversos lugares de esta zona. De la etapa romana procede el nombre «Fuente Roniel» y más adelante aparece como «Fuente del Maestre» en las crónicas  medievales.
Es probable que la muralla, de la que se conservan algunos trozos, sea del siglo XIII. La muralla tenía un foso perimetral que rodeaba la población, y el foso y la muralla hicieron del Fuente de Maestre  medieval una de las más inexpugnables fortalezas de la Baja Extremadura. Esta muralla encierra lo que en la actualidad se considera «casco urbano antiguo», que es la parte central del casco urbano moderno.
Durante toda la Edad Media y principios de la  moderna, Fuente del Maestre fue núcleo importante, con una población bastante elevada para la época, que albergaba una cantidad significativa asentados en la  judería además de un contingente pequeño de moriscos, perviviendo ambos en sus asentamientos hasta sus expulsiones definitivas entre el  siglo XV y el XVII. 
Como fue una población importante en la Edad Media, muy pronto se le concedió el rango de villa, tal y como aparece en documentos del siglo XIV. Las ordenanzas municipales más antiguas de las que hay noticia son las que concedió el Emperador  Carlos V, en 1527, modificadas por  Felipe II  y  Felipe VII, conservándose una copia hecha en el 1729 debido al estado tan deteriorado en que se encontraban los originales. Durante el siglo XVI la población experimentó auge económico coincidiendo con la colonización americana y el momento  en que la población empieza a establecerse fuera del recinto amurallado, naciendo nuevos barrios extramuros. En el siglo XVII se estableció en Fuente  la primera comunidad de  frailes franciscanos y se fundó el «Convento de San Francisco» y la iglesia contigua de «Nuestra Señora de la Candelaria» en  1676.
En el siglo XVIII se construye el actual Ayuntamiento y se mejoran las iglesias con  retablos barrocos y  destaca el gran retablo de la Capilla Mayor de la «Iglesia Parroquial de la Candelaria»,  de la primera mitad del siglo XVIII.

## Iglesia parroquial de la Candelaria
Es, junto con el Ayuntamiento de la plaza, la iglesia parroquial de la Candelaria, la obra artística más importante de la localidad. Se edificó en el siglo XVI sobre otra iglesia anterior con la advocación de «Santa María la Mayor», en estilo tardo gótico y  las portadas y otras dependencias de estilo  renacentista. La planta es de cruz latina, diferenciándose tres zonas bien caracterizadas: «la cabecera» de gran desarrollo, «la nave» de menor altura y torre de  estilo mudéjar. Las dos primeras, con  bóvedas de crucería y fueron realizadas por Juan de Maeda. La torre es de ladrillo rematada con  almenas. Las portadas laterales y la interior de la sacristía, del cantero Juan de las Liebes, son de gran atractivo por su preciosista estilo plateresco. El letrero grabado en piedra con la palabra "acabóse" del se puso en 1593 tiene en una inscripción de la capilla de Santiago.
En el interior destaca el retablo mayor, enorme pieza de principios del siglo XVIII atribuida a Antonio Clemente y Sebastián Jiménez. Tiene retablos laterales, orfebrerías, pinturas y otras piezas de gran valor que otorgan la dimensión artística de esta iglesia.  El órgano requiere una especial atención junto a la tribuna de madera que lo soporta. El   órgano fue fabricado en 1807 por Manuel Risueño y ha sido restaurado recientemente. La parroquia está declarada «Monumento Histórico Artístico por la Junta de Extremadura».

## Otros edificios históricos
El «convento de San Francisco», también de gran interés histórico y artístico fue el último de los de esta orden  en la región  ya que fueron exclaustrados en 1986. El convento es una obra de gran cuerpo con  portada muy trabajada y erigido en el siglo XVI. También sigue existiendo el «convento de monjas de la Concepción», cuya comunidad elabora repostería. Otros centros históricos de culto religioso son las ermitas de Santa Lucía y Santiago.
Los llamados "torrejones" o torres de los molinos aceiteros fueron elementos muy característicos y típicos de Fuente. Igualmente resulta muy peculiar la pintoresca plaza de toros cuadrangular que tiene esa forma geométrica porque se  aprovechó un patio del antiguo cuartel de caballería del siglo XVIII. Otro monumento  representativo es la llamada «Cruz de Pedro Alonso», un crucero del siglo XVI de gran tradición popular.